# 卡尔瓦略
卡尔瓦略，是西班牙加利西亚自治区拉科鲁尼亚省的一个市镇。总面积186km², 总人口28142人（2001年），人口密度151人/km²。

## 友好城市
- 法國 利勒茹尔丹